# Giro della Toscana
Giro della Toscana – Memorial Alfredo Martini, till och med 2009 kallat Giro di Toscana och från 2010 till 2014 Giro della Toscana, är ett endagslopp i landsvägscykling som avhålls årligen sedan 1923 i den italienska provinsen Toscana. 2016 och 2017 kördes loppet som ett tvådagars etapplopp. Loppet räknades dessutom som italienskt mästerskap i landsvägscykling 1946, 1967 och 1986. Det ingår i UCI Europe Tour sedan 2005 och klassificeras som 1.1 (2016 och 2017, då det var ett etapplopp, som 2.1). Sedan 2016 har loppet körts i september, dessförinnan gick det vanligtvis i april/maj. Sedan 2018 har start och mål legat i Pontedera och rutten har vanligen innehållit två eller tre klättringar uppför Monte Serra (drygt 600 höjdmeter, på 9-11 km beroende på vägvalet).
Alfredo Martini (1921-2014) var professionell cyklist från 1941 till 1957 (han vann bland annat Giro del Piemonte 1950). Efter karriären var han sportdirektör (för Ferretti och Sammontana) och därefter, från 1975 till 1997, förbundskapten för det italienska landslaget i landsvägscykling.

## Podieplaceringar
| 1931 - ej arrangerat |

| 1933 - ej arrangerat |

| 1944-1945 - ej arrangerat |

| 1996 - ej arrangerat |

| 2015 - ej arrangerat |